# SWF認定世界ヘビー級王座
SWF認定世界ヘビー級王座（エス・ダブリュー・エフにんていせかいヘビーきゅうおうざ）は、信州プロレスリングが管理、認定している王座。

## 歴史
2008年8月23日、信州プロレスリング信州プロレスアリーナ大会で行われた初代王座決定戦に勝利した、しこなかちろうが初代王者になった。
王座にはファンクラブ等の一般人が挑戦することもある。

## 歴代王者
| 歴代   | 選手                  | 戴冠回数 | 防衛回数 | 獲得日付      | 獲得場所 （対戦相手・その他）  |
| ------ | --------------------- | -------- | -------- | ------------- | ------------------------------ |
| 初代   | しこなかちろう        | 1        | 4        | 2008年8月23日 | 信州プロレスアリーナ 番長清原  |
| 第2代  | 矢島聡                | 1        | 4        | 2009年2月7日  | 信州プロレスアリーナ           |
| 第3代  | リッチミン☆マン       | 1        | 1        | 2009年9月19日 | 信州プロレスアリーナ           |
| 第4代  | 戸倉馬之助            | 1        | 2        | 2010年3月13日 | 信州プロレスアリーナ           |
| 第5代  | 森本真也              | 1        | 0        | 2011年3月26日 | 信州プロレスアリーナ           |
| 第6代  | 裏番長                | 1        | 1        | 2011年6月18日 | 信州プロレスアリーナ           |
| 第7代  | スワン浜田            | 1        | 0        | 2012年4月14日 | 信州プロレスアリーナ           |
| 第8代  | 臥竜キッド            | 1        | 2        | 2012年5月26日 | 信州プロレスアリーナ           |
| 第9代  | 地獄谷PONTA           | 1        | 0        | 2013年6月15日 | 信州プロレスアリーナ           |
| 第10代 | セカンド篠塚          | 1        | 19       | 2013年6月15   | 信州プロレスアリーナ           |
| 第11代 | イカ好きんちゃん      | 1        | 1        | 2014年6月14日 | 信州プロレスアリーナ           |
| 第12代 | 超獣キノッピー        | 1        | 7        | 2015年3月28日 | 信州プロレスアリーナ           |
| 第13代 | ダイヤモンド☆フユカイ | 1        | 0        | 2017年8月15日 | 上田城跡公園体育館             |
| 第14代 | 適当龍                | 1        | 0        | 2018年2月24日 | 信州プロレスアリーナ           |
| 第15代 | ダイヤモンド☆フユカイ | 2        | 3        | 2018年3月14日 | the Venue                      |
| 第16代 | アントニオ小猪木      | 1        | 0        | 2020年8月15日 | エムウェーブ 2020年8月15日返上 |